# Tonje Løseth
Tonje Løseth, née le 1er janvier 1991 à Bergen (Norvège), est une handballeuse internationale norvégienne qui évolue au poste d'arrière gauche dans le club danois d'Odense Håndbold.

## Palmarès

### En club
compétitions nationales
- vainqueur de la coupe du Danemark en 2019 (avec Herning-Ikast Håndbold)
- championne de France en 2021 (avec Brest Bretagne Handball)
- vainqueur de la coupe de France en 2021 (avec Brest Bretagne Handball)

compétitions internationales
- finaliste de la ligue des champions en 2021 (avec Brest Bretagne Handball)